# Vállalkozási szerződés
A polgári jogban a vállalkozási szerződés egy olyan szerződés, amely alapján a vállalkozó valamely dolog tervezésére, elkészítésére, feldolgozására, átalakítására, üzembe helyezésére, megjavítására vagy munkával elérhető más eredmény létrehozására, a megrendelő pedig a szolgáltatás átvételére és díj fizetésére köteles. A vállalkozó valamely eredmény elérése vállal kötelezettséget, ezért a vállalkozási szerződés eredménykötelem.
A hatályos Ptk. a vállalkozási szerződés szabályozása során is a létező, élő jogból indult ki. Részben fenntartotta a régi Ptk. szabályait, ugyanakkor az általánosítási szándéknak megfelelően számos ponton változtatott is azokon, egyebek mellett beépítve a felsőbírósági gyakorlatot. A hatályos Ptk-ban bővült a vállalkozási szerződés szabályai között a szerződési altípusok köre is, mivel a Ptk. a mezőgazdasági vállalkozást szerződés és a közszolgáltatási szerződést is a vállalkozási szerződés keretében szabályozza.

„Az új Ptk. a vállalkozási típusú szerződések körében (XV. Cím) – a szerződéstípus általános szabályain túl – önálló altípusként a tervezési szerződést, a kivitelezési szerződést, a kutatási szerződést, az utazási szerződést, a mezőgazdasági vállalkozási szerződést és a közszolgáltatási szerződést helyezte el. A megbízás és vállalkozás elhatárolása szempontjából nincs változás: a vállalkozási típusú szerződések közé az eredmény létrehozására, a megbízási típusú szerződések körébe az ügyellátásra irányuló szerződések kerültek. Az rPtk. a vállalkozási szerződésre (XXXV. fejezet) vonatkozó szabályai közül több az általános szerződési szabályok közé emelkedett, számos, korábban az egyes altípusoknál szabályozott kérdés pedig a vállalkozási szerződés általános szabályai közé került. Figyelemmel arra, hogy az egyes altípusokhoz általában speciális, a gazdaság igen eltérő ágazati igényeihez igazított, közjogi elemeket is magában foglaló háttérszabályozás tartozik, a Ptk. sokszor csak az altípus fogalmát és legalapvetőbb magánjogi szabályait állapítja meg.”

## A hatályos Ptk. vonatkozó szabályai
A hatályos Ptk. XXXVII. Fejezete szól a vállalkozási szerződésről.

## A vállalkozási szerződés fogalma
Vállalkozási szerződés alapján a vállalkozó tevékenységgel elérhető eredmény (a továbbiakban: mű) megvalósítására, a megrendelő annak átvételére és a vállalkozói díj megfizetésére köteles.

## A tevékenység megszervezése
A tevékenység végzésének feltételeit a vállalkozó úgy köteles megszervezni, hogy biztosítsa a tevékenység biztonságos, szakszerű, gazdaságos és határidőre történő befejezését.
Ha a mű előállításához valamilyen anyag szükséges, azt a vállalkozó köteles beszerezni.

## A megrendelő utasítási joga
A vállalkozó a megrendelő utasítása szerint köteles eljárni. Az utasítás nem terjedhet ki a tevékenység megszervezésére, és nem teheti a teljesítést terhesebbé.
Ha a megrendelő célszerűtlen vagy szakszerűtlen utasítást ad, a vállalkozó köteles őt erre figyelmeztetni. Ha a megrendelő a figyelmeztetés ellenére utasítását fenntartja, a vállalkozó a szerződéstől elállhat vagy a feladatot a megrendelő utasításai szerint, a megrendelő kockázatára elláthatja. A vállalkozó köteles megtagadni az utasítás teljesítését, ha annak végrehajtása jogszabály vagy hatósági határozat megsértéséhez vezetne, vagy veszélyeztetné mások személyét vagy vagyonát.

## A tevékenység végzésének helye
Ha a tevékenységet a megrendelő által kijelölt munkaterületen kell végezni, a megrendelő köteles azt a tevékenység végzésére alkalmas állapotban a vállalkozó
rendelkezésére bocsátani.
A vállalkozó a tevékenység megkezdését mindaddig megtagadhatja, amíg a munkaterület a tevékenység végzésére nem alkalmas. Ha a megrendelő a munkaterületet
a vállalkozó felszólítása ellenére nem biztosítja, a vállalkozó elállhat a szerződéstől, és kártérítést követelhet.
Ha a felek abban állapodnak meg, hogy a tevékenység végzésére kijelölt helyet a vállalkozó teszi a tevékenység végzésére alkalmassá, annak költségeit a megrendelő viseli.

## A megrendelő ellenőrzési joga
A megrendelő a tevékenységet és a felhasználásra kerülő anyagot bármikor ellenőrizheti.
A vállalkozó nem mentesül a szerződésszegés jogkövetkezményei alól amiatt, hogy a megrendelő a vállalkozó tevékenységét nem vagy nem megfelelően ellenőrizte.

## A munkavégzés összehangolása
Ha ugyanazon a munkaterületen egyidejűleg vagy egymást követően több vállalkozó tevékenykedik, a munkák gazdaságos és összehangolt elvégzésének feltételeit a
megrendelő köteles megteremteni.

## Többletmunka. Pótmunka
A vállalkozó köteles elvégezni a vállalkozási szerződés tartalmát képező, de a vállalkozói díj meghatározásánál figyelembe nem vett munkát és az olyan munkát is, amely nélkül a mű rendeltetésszerű használatra alkalmas megvalósítása nem történhet meg (többletmunka).
A vállalkozó köteles elvégezni az utólag megrendelt, különösen tervmódosítás miatt szükségessé váló munkát is, ha annak elvégzése nem teszi feladatát aránytalanul terhesebbé (pótmunka).

## A vállalkozói díj
Ha a felek átalánydíjban állapodtak meg, a vállalkozó az átalánydíjon felül a pótmunka ellenértékét igényelheti, a többletmunka ellenértékének megtérítésére nem jogosult. A megrendelő köteles azonban megtéríteni a vállalkozónak a többletmunkával kapcsolatban felmerült olyan költségét, amely a szerződés megkötésének időpontjában nem volt előrelátható.
Tételes elszámolás szerint meghatározott vállalkozói díj esetén a vállalkozó az elvégzett munka ellenértékére jogosult.
A vállalkozói díj a szerződés teljesítésekor esedékes.

## Törvényes zálogjog
A vállalkozót a vállalkozói díj és a költségek biztosítására zálogjog illeti meg a megrendelőnek azokon a vagyontárgyain, amelyek a vállalkozási szerződés
következtében birtokába kerültek.

## A szolgáltatás átadás-átvétele
A vállalkozó a művet átadás-átvételi eljárás keretében köteles átadni, amelynek során a felek elvégzik az adott üzletágban szokásos azon vizsgálatokat, amelyek a teljesítés szerződésszerűségének megállapításához szükségesek.
Határidőben teljesít a vállalkozó, ha az átadás-átvétel a szerződésben előírt teljesítési határidőn belül megkezdődik.
Nem tagadható meg az átvétel a mű olyan hibája miatt, amely, illetve amelynek kijavítása vagy pótlása nem akadályozza a rendeltetésszerű használatot.
Ha a megrendelő az átadás-átvételi eljárást nem folytatja le, a teljesítés joghatásai a tényleges birtokbavétel alapján állnak be.
Ha a szerződés teljesítéséhez a vállalkozó dolog tulajdonjogának átruházására köteles, a dolog a mű átadásával és az ellenérték megfizetésével kerül a megrendelő tulajdonába.

## A szerződés lehetetlenülése
Ha a teljesítés olyan okból válik lehetetlenné, amelyért egyik fél sem felelős, és
a) a lehetetlenné válás oka a vállalkozó érdekkörében merült fel, díjazásra nem tarthat igényt;
b) a lehetetlenné válás oka a megrendelő érdekkörében merült fel, a vállalkozót a díj megilleti, de a megrendelő levonhatja azt az összeget, amelyet a vállalkozó a lehetetlenné válás folytán költségben megtakarított, továbbá amelyet a felszabadult időben másutt keresett vagy nagyobb nehézség nélkül kereshetett volna;
c) a lehetetlenné válás oka mindkét fél érdekkörében vagy érdekkörén kívül merült fel, a vállalkozót az elvégzett munka és költségei fejében a díj arányos része illeti meg.
Lehetetlenülés esetén a megrendelő követelheti, hogy a vállalkozó a megkezdett, de be nem fejezett művet neki adja át; ebben az esetben a jogalap nélküli gazdagodás szabályait kell megfelelően alkalmazni.

## Elállás, felmondás
A megrendelő a szerződéstől a szerződés teljesítésének megkezdése előtt bármikor
elállhat, ezt követően a teljesítésig a szerződést azonnali hatállyal felmondhatja.
A megrendelő elállása vagy felmondása esetén köteles a vállalkozónak a díj arányos részét megfizetni és a szerződés megszüntetésével okozott kárt megtéríteni azzal, hogy a kártalanítás a vállalkozói díjat nem haladhatja meg.

## Ingyenes vállalkozási szerződés
E fejezet rendelkezéseit megfelelően alkalmazni kell az olyan vállalkozási szerződésre, amely alapján a megrendelő ellenszolgáltatás nyújtására nem köteles.
Ha a vállalkozó a szolgáltatás nyújtását ingyenesen vállalja, a megrendelő köteles a vállalkozó költségeit megtéríteni.

## A korábbi Ptk. vonatkozó szabályai
Az 1959. évi IV. törvény XXXV. fejezete, amely "A vállalkozás" címet viselte, lényegében a vállalkozási szerződésről szólt.

## Fogalommeghatározás
Vállalkozási szerződés alapján a vállalkozó valamely dolog tervezésére, elkészítésére, feldolgozására, átalakítására, üzembe helyezésére, megjavítására vagy munkával elérhető más eredmény létrehozására, a megrendelő pedig a szolgáltatás átvételére és díj fizetésére köteles.

## A felek jogai és kötelezettségei
A felek megállapodhatnak abban, hogy a vállalkozó részletes műszaki és gazdasági adatokat tartalmazó ajánlatot készít, a megrendelő pedig díjat fizet, és az ajánlatot átveszi.  A megrendelő a részletes ajánlatot - a törvény eltérő rendelkezésének, illetőleg a felek eltérő
megállapodásának hiányában - szabadon felhasználhatja abban az esetben is, ha annak alapján a vállalkozóval nem köt szerződést. A felek a szolgáltatást műszaki tervekre és költségvetésre utalással is meghatározhatják.
A vállalkozó a munkát saját költségén végzi el. Köteles a munkavégzést úgy megszervezni, hogy biztosítsa a munka gazdaságos és gyors befejezését. A vállalkozó alvállalkozó igénybevételére jogosult. A vállalkozó a jogosan igénybe vett alvállalkozóért úgy felel, mintha a munkát maga végezte volna; alvállalkozó jogosulatlan igénybevétele esetén pedig felelős minden olyan kárért is, amely anélkül nem
következett volna be.

## A vállalkozási szerződés kötelező tartalmi elemei
A vállalkozási szerződés csak akkor jön létre, ha a felek legalább a következőkben megállapodnak: meghatározzák a szolgáltatás tárgyát, annak mennyisége és minősége figyelembevételével. A műszaki leírásban rögzítik a fontosabb adatokat, mely általában a szerződés melléklete. A felek a szolgáltatást műszaki tervekre és költségvetésre utalással is meghatározhatják. Meg kell határozni a vállalkozói díj összegét, valamint a teljesítési határidőt.

## Ajánlattétel a vállalkozási szerződés megkötésére
A vállalkozói szférában olykor előfordul, hogy egy-egy megrendelés elnyerése érdekében a vállalkozók részletes terveket, ajánlatot készítenek, amely alapján a megrendelő kiválasztja a legmegfelelőbb vállalkozót. Maga a megrendelő vagy a megrendelést elnyert vállalkozó is utóbb felhasználja azokat a terveket, amelyeket más vállalkozók nyújtottak be a megrendelőnek. Amennyiben a felek megállapodása az ellenkezőjét nem írja elő, a megrendelő a részletes ajánlatot díjazás nélkül szabadon felhasználhatja. A vállalkozó által adott ajánlat általános ajánlati kötöttséget von maga után, feltéve, hogy ezt a vállalkozó az ajánlat megtételekor nem zárta ki.

## A vállalkozó költségviselése
A vállalkozó a munkát a saját költségén végzi el, a megrendelő nem köteles a költségek előlegezésére. A megelőlegezett költségeket a vállalkozói díjban fogja visszakapni.
Arra nem kötelezhető a vállalkozó, hogy ne kérjen előleget. A nagyszámú körbetartozások egyenesen megkövetelik gyártási előleg kérését. 
A gyártási előleg felosztása a jól bevált 60-30-10%-os alapon működik.
- 60% előleg
- 30% helyszínre szállításkor (részteljesítéskor)
- 10% beszerelés (átadás)

## Alvállalkozó igénybevétele
A vállalkozó alvállalkozó igénybevételére jogosult. Amennyiben a megrendelő azt kívánja, hogy a vállalkozó személyesen végezze el a munkát, úgy ezt a vállalkozói szerződésben külön ki kell kötni. A vállalkozó a jogosan igénybe vett alvállalkozóért úgy felel, mintha a munkát maga végezte volna el, jogosulatlan igénybevételéért pedig felelős a vállalkozó minden olyan kárért is, mely anélkül nem következett volna be. Az alvállalkozó megjelenése csak a vállalkozó és az alvállalkozó között létesít jogi kapcsolatot, a megrendelő és az alvállalkozó között nem. A megrendelővel szemben a vállalkozó lesz kötelezett.

## A megrendelő utasítási joga, a vállalkozó figyelmeztetési kötelezettsége
A vállalkozó a munkát a megrendelő érdekében, annak elképzelései szerint végzi. A vállalkozó a munkát a megrendelő utasításai alapján köteles elvégezni. A megrendelő utasítási joga azonban nem terjedhet ki a munka megszervezésére, nem teheti a vállalkozó számára a szerződés teljesítését terhesebbé. Fontos, az, hogy a Ptk. 392§. (1) bekezdésében megjegyzi, hogy a felek ezektől a rendelkezésektől eltérhetnek, tehát itt diszpozitív a Ptk.-beli rendelkezés.
A vállalkozó köteles a megrendelőt minden olyan körülményről haladéktalanul értesíteni, amely a vállalkozás eredményességét vagy kellő időre való elvégzését veszélyezteti, gátolja. A vállalkozó felelősséggel tartozik azokért a károkért, amelyek az értesítés elmulasztásából származnak. (Ez a rendelkezés kogens, kötelező, a felek semmilyen egyező akarattal nem térhetnek el, és nem is zárhatják ki)
Előfordulhat, hogy a megrendelő alkalmatlan anyagot bocsát a vállalkozó részére azzal, hogy használja fel a vállalkozás teljesítésére, illetve a megrendelő utasítási jogának gyakorlása során célszerűtlen vagy szakszerűtlen utasítást ad a vállalkozónak. Ezekben az esetekben a vállalkozó köteles figyelmeztetni a megrendelőt. Ha a megrendelő a figyelmeztetés ellenére utasítását fenntartja vagy nem szolgáltat megfelelő anyagot, a vállalkozó a szerződéstől elállhat. A vállalkozó tehát jogszabálynál fogva, ex lege elállásra jogosult, e jogát a (Ptk. 320§.) alapján-a megrendelőhöz intézett nyilatkozattal gyakorolja. Az elállás a szerződést felbontja. A szerződés felbontása esetében tehát a (vállalkozási)szerződés), megkötésének időpontjára visszamenő hatállyal (ex tunc) szűnik meg, és a már teljesített szolgáltatások visszajárnak.(Ptk. 319. § (3)bek.) Azonban vannak azonban olyan szerződéstípusok, amelyek esetében az eredeti állapot visszaállításának lehetetlensége miatt fogalmilag kizárt a szerződések felbontása, ezért ezek a szerződések csak a jövőre nézve szüntethetők meg, ebbe a körbe tartozik a vállalkozási szerződés, amennyiben a már teljesített szolgáltatás kizárólag munkával elérhető eredmény létrehozása. A hangsúly a teljesített szolgáltatáson van a vállalkozó részéről .Ugyanakkor fontos kiemelni, hogy ezen esetben a jogszabály a fél (megrendelő) szerződésszegése miatt elállási jogosultságot ad a másik fél (vállalkozó) részére. Abban az esetben, ha a vállalkozó nem kezdte meg  a munkát, és nem hozott létre eredményt, a szerződés hatálya alatt, az elállás felbontó jogkövetkezménye érvényesül.(Ptk.320§.) Óriási különbség, hogy léteznek azok a jogszabályokon alapuló elállási jogosultságok, jogcímek amik a másik csoportba tartoznak, amikor a jogszabály az egyik fél szerződésszegése nélkül biztosít elállást a másik félnek, ide sorolható a Ptk.395. § (1) bekezdés.
Amennyiben a vállalkozó nem áll el a szerződéstől, úgy a kapott anyaggal vagy a megrendelő utasítása szerint a megrendelő kockázatára köteles a munkát elvégezni. Nem teheti meg a vállalkozó, hogy eltérjen a megrendelő utasításaitól: vagy eláll a szerződéstől vagy utasítás szerinti munkavégzést gyakorol.
A vállalkozónak tilos elvégezni a megrendelőtől kapott utasítás szerint vagy a rendelkezésre bocsátott anyaggal a munkát, ha az jogszabály vagy hatósági rendelkezés megsértésére vagy az élet- és vagyonbiztonság veszélyeztetésére vezetne.

## A munkahely átadása a vállalkozó részére
Amennyiben a vállalkozónak a munkát a megrendelő által kijelölt helyen kell elvégeznie, megrendelő kötelessége, hogy a munkahelyet alkalmas állapotban a vállalkozó rendelkezésére bocsássa. A vállalkozó a munkavégzést mindaddig megtagadhatja, amíg a megrendelő ennek a kötelezettségének nem tett eleget. Ha a megrendelő a kötelességét megadott határidőn belül nem teljesíti, a vállalkozó elállhat a szerződéstől és kártérítést követelhet.
Amennyiben ugyanazon a helyen több vállalkozó tevékenykedik a megrendelő a munkának gyors és gazdaságos befejezése érdekében köteles megteremteni a vállalkozók közti összehangolt tevékenykedés feltételeit, a vállalkozók kötelesek a tevékenységüket összehangolni.

## A megrendelő ellenőrzési joga
A megrendelőnek joga van ahhoz, hogy ellenőrizze a vállalkozó munkáját és a felhasználásra kerülő anyagokat. Jogszabály vagy a felek megállapodása az ellenőrzést kötelezővé teheti. Ha egyes munkarészeket a vállalkozó beépít, eltakar és ezután az ellenőrzés a munka egyes részének elvégzését tenné szükségessé, a vállalkozó köteles előzetesen megfelelő időben a megrendelőt a beépítésről értesíteni. Amennyiben a megrendelő az értesítés ellenére elmulasztja az ellenőrzést, később a beépített munkarészt csak akkor ellenőrizheti, ha az újból végzett munkával kapcsolatos költségeket a vállalkozónak megtéríti.

## A vállalkozás tárgyának átadása
A vállalkozás azáltal tekinthető megvalósultnak, hogy a vállalkozó átadja a vállalkozás tárgyát a megrendelőnek. A felek a szolgáltatás átadásakor közösen kötelesek elvégezni azokat a szakmailag szokásos és indokolt próbákat, amelyek a teljesítés megfelelő minőségének megállapításához szükségesek. A próba lefolytatásához szükséges feltételeket a megrendelő - a vállalkozó költségére - biztosítja, míg a próbát a vállalkozó végzi el.
A vállalkozó köteles a megrendelőnek a szolgáltatott dologról a felhasználáshoz, fenntartáshoz szükséges tájékoztatást megadni. A megrendelő mindaddig nem köteles díjat fizetni, amíg a vállalkozó a tájékoztatási kötelezettségének nem tett eleget, feltéve, hogy annak hiányában a szolgáltatott dolog rendeltetésszerű használatba nem vehető.

## A vállalkozó szellemi alkotásának védelme
Amennyiben a megrendelő a vállalkozás során új elgondolásról, megoldásról vagy műszaki ismeretről szerez tudomást, azt a vállalkozó hozzájárulása nélkül mással nem közölheti.

## A vállalkozói díj
A vállalkozói díj a szerződés teljesítésekor esedékes. A vállalkozói díj esedékességére vonatkozó szabályok az alvállalkozó díjigényére is kiterjednek, tehát az alvállalkozó díjkövetelése arra tekintet nélkül esedékes, hogy a vállalkozó az alvállalkozói díjat is magába foglaló vállalkozási díjat mikor kapja meg a megrendelőtől. Előfordulhat, hogy a vállalkozó a szerződésben meghatározottaknál drágább anyagot használ fel vagy többletteljesítményt nyújt. Ilyenkor csak akkor emelkedhet a vállalkozói díj, ha a felek a vállalkozói szerződést a vállalkozó díj vonatkozásában kifejezetten vagy ráutaló magatartással módosították.
A vállalkozót a vállalkozási díj biztosítására törvényes zálogjog illeti meg a megrendelőnek azokon a vagyontárgyain, melyek a vállalkozási szerződés következtében kerültek a birtokába.
- Amennyiben a teljesítés olyan okból vált lehetetlenné, amelyért egyik fél sem felelős és
  - 1. a lehetetlenné válás oka mindkét fél érdekkörében vagy érdekkörén kívül merült fel, a vállalkozót az elvégzett munka és költségei fejében a díj arányos része illeti meg.
  - 2. a lehetetlenné válás oka a vállalkozó érdekkörében merült fel, díjazásra sem tarthat igényt.
  - 3. a lehetetlenné válás oka a megrendelő érdekkörében merült fel, a vállalkozót a díj megilleti, de a megrendelő levonhatja azt az összeget, amelyet a vállalkozó a lehetetlenné válás folytán költségben megtakarított, amelyet a felszabadult időben máshol keresett, vagy nagyobb nehézség nélkül kereshetett volna.

## A kárveszélyviselés
Kárveszélyviselés alatt azon károkért való helytállást értjük, amelyek bekövetkeztéért senkit sem lehet felelőssé tenni. A megkezdett illetve a befejezett de még át nem adott mű tekintetében a kárveszély a teljesítés lehetetlenné válására vonatkozó szabályok szerint oszlik meg a megrendelő és a vállalkozó között.
A vállalkozó a senkinek fel nem róható ok következtében elpusztult mű újbóli előállítására, a megrendelő pedig annak átvételére nem köteles.

## A szerződés megszűnése
A vállalkozási szerződés megszűnését illetően két megszűnési oknak van az általános szabályokhoz képest nagyobb jelentősége.

## A megrendelő elállása
A megrendelő a szerződéstől bármikor elállhat, köteles azonban a vállalkozó kárát megtéríteni. Az elállás megszünteti a szerződést, így az eredeti állapotot kell helyreállítani. A vállalkozási szerződés elállásánál a bíróság bármelyik fél kérelmére a jövőre nézve szünteti meg a szerződést, amikor a szerződéskötés előtt fennállott helyzetet nem lehet visszaállítani, ezt a nemzetgazdaság érdeke vagy különös méltánylást érdemlő egyéb érdek indokolja.
Amennyiben a megrendelő a szerződéstől azért állt el, mert a teljesítési határidő előtt nyilvánvalóvá vált, hogy a vállalkozó a munkát csak olyan számottevő késéssel tudja elvégezni, hogy a teljesítés emiatt a megrendelőnek már nem áll érdekében, a megrendelő a szerződésszegésre vonatkozó szabályok szerint kártérítést követelhet.
Amennyiben a munka végzése során a körülmények arra engednek következtetni, hogy a teljesítés hibás lesz, a megrendelő a fogyatékosság kiküszöbölésére tűzött határidő sikertelen eltelte után gyakorolhatja a hibás teljesítésből eredő jogokat.

## Lehetetlenülés
A teljesítés lehetetlenné válása a jövőre nézve szünteti meg a  szerződést. A vállalkozó díjigénye a lehetetlenülés egyes vétlen eseteitől függ.